# Una Stubbs
Una Stubbs (Hinckley, 1º maggio 1937 – Edimburgo, 12 agosto 2021) è stata un'attrice britannica.
Pur avendo cominciato come ballerina per lo show televisivo del 1956 Cool For Cats, ha proseguito la sua carriera partecipando a diversi film e sketch show per la televisione inglese.
L'attrice è morta nel 2021 all'età di ottantaquattro anni.

## Filmografia parziale

### Cinema
- Summer Holiday, regia di Peter Yates (1963)
- Penny Gold, regia di Jack Cardiff (1974)
- Angel - La vita, il romanzo (Angel), regia di François Ozon (2007)

### Televisione
- Till Death Us Do Part – serie TV, 53 episodi (1966-1975)
- Till Death... – serie TV, 6 episodi (1981)
- Worzel Gummidge – serie TV, 21 episodi (1979-1981)
- In Sickness and in Health – serie TV, 9 episodi (1985-1986)
- Worzel Gummidge Down Under – serie TV, 11 episodi (1987-1989)
- Scuola di streghe (The Worst Witch) – serie TV, 18 episodi (1998-2000)
- The Catherine Tate Show – programma TV, 2 episodi (2005)
- Miss Marple (Agatha Christie's Marple) – serie TV, episodio 2x01 (2006)
- EastEnders – serie TV, 6 episodi (2006)
- Mist: The Tale of a Sheepdog Puppy – serie TV, 23 episodi (2007-2009)
- Benidorm – serie TV, episodio 3x05 (2009)
- Sherlock – serie TV, 11 episodi (2010-2017)
- L'ispettore Barnaby (Midsomer Murders) – serie TV, episodi 1x02-17x01 (2008-2015)
- L'amore e la vita - Call the Midwife (Call the Midwife) – serie TV, 1 episodio (2015)
- I Durrell - La mia famiglia e altri animali (The Durrells) – serie TV, 1 episodio (2015)

## Teatro (parziale)
- Ella si umilia per vincere di Oliver Goldsmith. Royal Exchange Theatre di Manchester (1989)
- Il profondo mare azzurro di Terence Rattigan. Mercury Theatre di Colchester (1997)
- I pilastri della società di Henrik Ibsen. National Theatre di Londra (2006)
- Pigmalione di George Bernard Shaw. Theatre Royal di Bath (2007)
- La Cage aux Folles di Harvey Fierstein e Jerry Herman. Menier Chocolate Factory di Londra (2007)
- Lo strano caso del cane ucciso a mezzanotte di Simon Stephens. National Theatre di Londra (2012)
- Les Liaisons Dangereuses di Christopher Hampton. Donmar Warehouse di Londra (2017)

## Doppiatrici italiane
Nelle versioni in italiano delle opere in cui ha recitato, Una Stubbs è stata doppiata da:
- Anna Teresa Eugeni in Sherlock